# Sogno di Innocenzo III
Il Sogno di Innocenzo III è la sesta delle ventotto scene del ciclo di affreschi delle Storie di san Francesco della Basilica superiore di Assisi, attribuiti a Giotto. Fu dipinta verosimilmente tra il 1295 e il 1299 e misura 230x270 cm.

## Descrizione e stile
Questo episodio appartiene alla serie della Legenda maior (III,10) di san Francesco: "Come il papa vedeva la basilica lateranense esser già prossima alla rovina; la quale era sostenuta da un poverello <si intende il beato Francesco>, mettendole sotto il proprio dosso perché non cadesse." 
Durante un sogno papa Innocenzo III vede l'umile Francesco che regge la Basilica del Laterano, che all'epoca rappresentava quello che oggi è San Pietro in Vaticano, cioè il cuore della Chiesa latina. La basilica sta crollando, come si deduce dalla forte inclinazione dell'edificio, secondo uno stratagemma di origine medievale, usato ad esempio anche una dozzina d'anni prima da Cimabue nel transetto destro, nella scena della Caduta di Babilonia; ma l'intervento del Santo di Assisi scongiura il disastro.
Viene qui riproposto il letto a baldacchino con il papa e due guardie, o cubiculari, dormienti (già presente nel Sogno delle armi e nella scena di Isacco che respinge Esaù del Maestro di Isacco), spostato però al lato destro, mentre a sinistra è rappresentato il sogno, dove la basilica vistosamente inclinata viene sorretta con un gesto molto eloquente dal santo, che qui appare per la prima volta nelle vesti di frate e che diventa "colonna della Chiesa". La scansione dei pieni è molto efficace, mentre i volti ricordano il pennello del Maestro di Isacco. La struttura spaziale della stanza a destra è oggi indebolita dalla scomparsa di un cassone dipinto a secco tra il letto del papa e le due figure sedute.
La parte in alto a sinistra è stata restaurata, come si nota dallo stacco di colore.